# Jon-Ivar Nygård

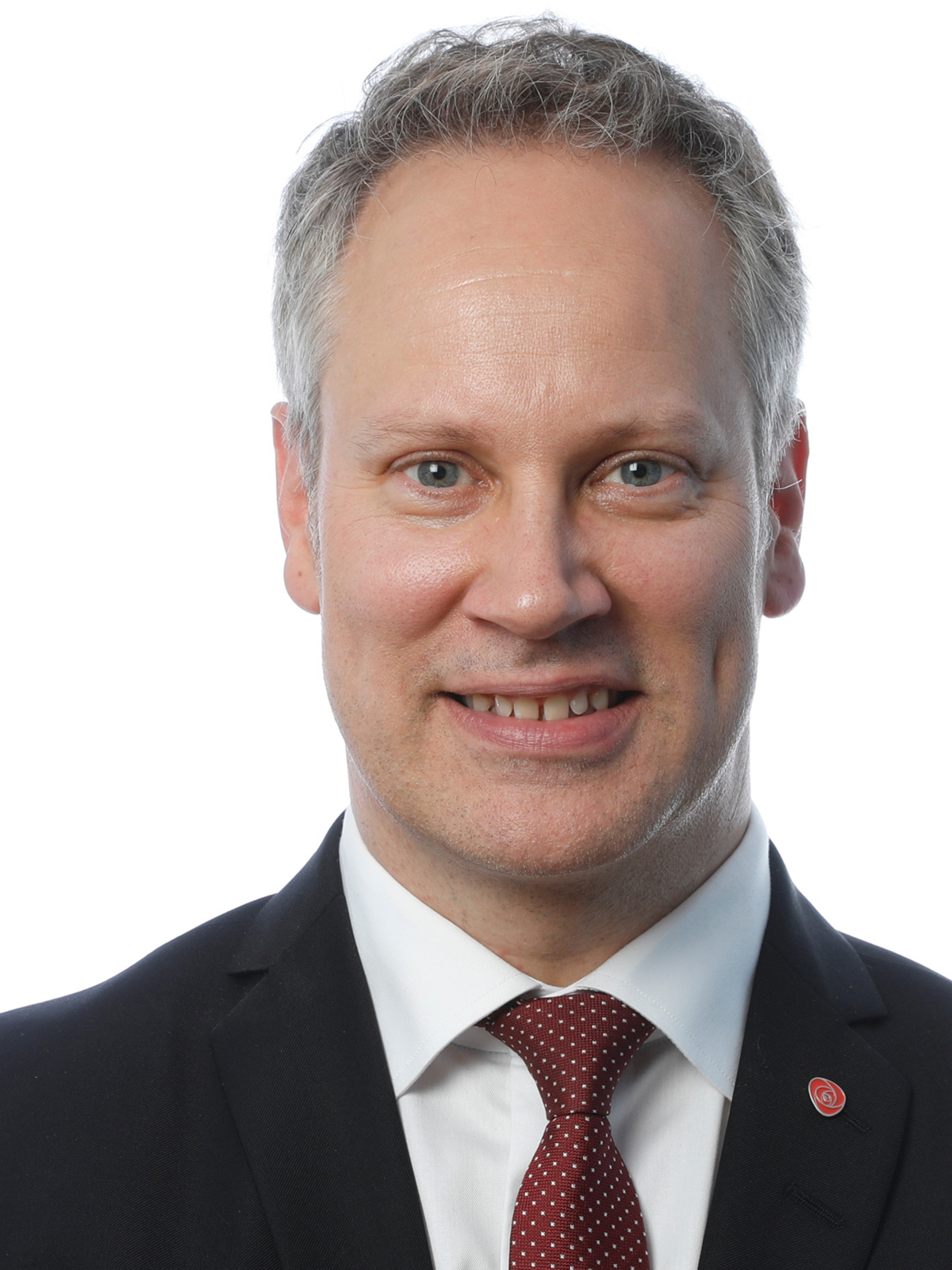
Jon-Ivar Nygård, 2021

Jon-Ivar Nygård (* 2. Januar 1973 in Borge, Kommune Fredrikstad) ist ein norwegischer Politiker der sozialdemokratischen Arbeiderpartiet (Ap). Seit 2021 ist er Abgeordneter im Storting, seit Oktober 2021 ist er der Verkehrsminister seines Landes. Von 2011 bis 2021 war er Bürgermeister von Fredrikstad.

## Leben
Nygård studierte Staatswissenschaften, Geschichte und Volkswirtschaft an der Universität Oslo sowie Staatswissenschaften an der Hochschule Østfold. Von 1993 bis 2021 saß Nygård im Stadtrat von Fredrikstad. Nach der Kommunalwahl 2011 wurde Nygård zum Bürgermeister der Kommune gewählt. Im Jahr 2014 wurde er in den Vorstand der Arbeiderpartiet gewählt.
Bei der Parlamentswahl 2021 zog er erstmals in das norwegische Nationalparlament Storting ein. Dort vertritt er den Wahlkreis Østfold. Am 12. Oktober 2021 wurde er zum Verkehrsminister in der neu gebildeten Regierung Støre ernannt. Aufgrund seiner Regierungsmitgliedschaft muss er das Mandat im Storting ruhen lassen. Er wird im Parlament von seiner Parteikollegin Solveig Vitanza vertreten.